# Freiwilligensurvey
Der Deutsche Freiwilligensurvey (survey: englisch für „Erhebung“), kurz FWS, ist eine repräsentative Befragung, die seit 1999 alle fünf Jahre durchgeführt wird. Der FWS wird vom Bundesministerium für Familie, Senioren, Frauen und Jugend gefördert. Er ist die umfassendste und detaillierteste quantitative Erhebung zum bürgerschaftlichen Engagement in Deutschland. Freiwilliges Engagement und die Bereitschaft zum Engagement von Personen ab 14 Jahren werden in Telefoninterviews detailliert erhoben und können differenziert nach Bevölkerungsgruppen und Landesteilen dargestellt werden. Der FWS stellt die wesentliche Grundlage der Sozialberichterstattung zum freiwilligen Engagement in der Bundesrepublik Deutschland dar.

## Aufbau des Surveys
Die ersten drei Wellen des Freiwilligensurveys wurden in den Jahren 1999, 2004 und 2009 erhoben und (im Auftrag des Bundesministeriums für Familie, Senioren, Frauen und Jugend) von TNS Infratest durchgeführt. Selbiges verfasste auch die Hauptberichte zu den Freiwilligensurveys 1999, 2004 und 2009. Viele Bundesländer haben in größerem Umfang eigene Landesauswertungen des Freiwilligensurveys durchführen lassen (z. B. Bremen, Hessen, Berlin, Bayern, Rheinland-Pfalz, Niedersachsen, Brandenburg).
Die wissenschaftliche Leitung des Freiwilligensurveys 2014 und 2019 lag beim Deutschen Zentrum für Altersfragen (DZA). Die Wellen wurden von einem wissenschaftlichen und einem fachpolitischen Beirat begleitet. Die Befragungen der vierten und fünften Welle (2014, 2019) wurden vom Institut für angewandte Sozialwissenschaft (infas) durchgeführt. Der Fragenkatalog des Freiwilligensurveys ist 2014 erweitert worden, um sich wandelnde und neue Formen, die Kontexte des freiwilligen Engagements sowie die Unterschiede zwischen engagierten und nicht engagierten Personen beschreiben zu können. Zudem wurde das Erhebungskonzept des Freiwilligensurveys in zwei Aspekten ausgebaut: Der Einbezug von Menschen mit Migrationshintergrund wurde durch den Einsatz fremdsprachiger Interviews verbessert und bei der Stichprobenziehung wurden neben Festnetztelefonanschlüssen erstmals auch Mobilfunknummern berücksichtigt. Das Vorgehen wurde auch 2019 beibehalten.
Der Hauptbericht des Freiwilligensurveys 2019 „Freiwilliges Engagement in Deutschland – Der Deutsche Freiwilligensurvey 2019“ wurde vom Deutschen Zentrum für Altersfragen (DZA) erstellt und 2021 veröffentlicht. Der Bericht wird zudem als Open-Access-Publikation sowie als Printausgabe im Verlag Springer VS erscheinen.
Die Daten aller Erhebungen sowie ausführliches Dokumentationsmaterial stehen Nutzenden für die wissenschaftliche Forschung über das Forschungszentrum des DZA zur Verfügung.

## Ergebnisse
Im Jahr 2019 waren 39,7 % aller in Deutschland lebenden Menschen ab 14 Jahren in irgendeiner Form ehrenamtlich oder freiwillig engagiert – sie brachten sich in Vereinen, Initiativen, Projekten, Selbsthilfegruppen oder sozialen Einrichtungen ein und übernahmen dort freiwillig und unbezahlt oder nur gegen eine geringe Aufwandsentschädigung bestimmte Aufgaben (1999: 30,9 %, 2004: 32,7 %, 2009: 31,9 %, 2014: 40,0 %). 1999 waren es noch 30,9 % aller Menschen im Alter ab 14 Jahren in Deutschland.
Freiwilliges, bürgerschaftliches bzw. ehrenamtliches Engagement hat in Deutschland einen so hohen Stellenwert, dass der Staat ohne diese freiwillige Verantwortungsübernahme nicht auskommen könnte. Das freiwillige Engagement ist allerdings auch Ausdruck der Entwicklung der deutschen Zivilgesellschaft und fördert die Akkumulation öffentlichen Sozialkapitals. Das freiwillige Engagement kann dabei nicht nur der Gesellschaft insgesamt, sondern auch den Engagierten selbst zugutekommen, beispielsweise indem es die soziale Teilhabe ermöglicht und Mitsprachemöglichkeiten bietet.

### Wer sich engagiert
In allen Bevölkerungsgruppen ist seit 1999 ein Anstieg des freiwilligen Engagements zu beobachten. Der Anstieg ist jedoch unterschiedlich stark. Frauen haben ihr Engagement zwischen 1999 und 2019 deutlicher ausgeweitet als Männer. Im Jahr 2019 gibt es keinen statistisch signifikanten Unterschied in der Beteiligung von Frauen und Männern (2019: Frauen 39,2 %, Männer 40,2 %). Nach Altersgruppen betrachtet ist der höchste Anstieg bei den Ältesten (65 Jahre und älter) zu beobachten: 1999 waren es hier nur 18,0 % und 2019 31,2 %. Die Unterschiede zwischen den Bildungsgruppen haben sich vergrößert, da das Engagement bei Personen mit hoher Bildung zwischen 1999 und 2019 deutlich gestiegen ist und bei Personen mit niedriger Bildung kein Unterschied zwischen 1999 und 2019 auszumachen ist.
Das freiwillige Engagement weist in Deutschland insgesamt einen Mittelschichtsbias auf. Personen mit höherer Bildung, guter sozialer Integration und mindestens durchschnittlichen Haushaltseinkommen gehören eher als andere zu den freiwillig oder ehrenamtlich Engagierten.
Zwar ist die personelle Basis der freiwilligen und ehrenamtlichen Arbeit in den verschiedenen Tätigkeitsfeldern recht unterschiedlich, doch lässt sich feststellen, dass Männer häufiger als Frauen Führungs- und Leitungspositionen im Engagement übernehmen und eher in Tätigkeitsbereichen mit Außenwirkung (bspw. politische Interessenvertretung) engagiert sind. Frauen dagegen sind häufiger in Tätigkeitsfeldern am Menschen (bspw. im sozialen Bereich) engagiert als Männer.

### Motivation
Die Motive der Engagierten sind vielfältig. Am häufigsten geben Engagierte an, ihre Tätigkeit mache ihnen Spaß. Es engagieren sich aber ebenfalls viele, um anderen Menschen zu helfen, um etwas für das Gemeinwohl zu tun oder um die Gesellschaft mitzugestalten. Seltener ist das Engagement motiviert durch den Wunsch, Qualifikationen zu erwerben Das Motiv, Ansehen und Einfluss zu gewinnen, wird insgesamt eher selten genannt. Die vergleichsweise geringste Bedeutung hat für Engagierte das Motiv, durch die freiwillige Tätigkeit etwas dazuzuverdienen.

### Engagement für Geflüchtete
Vor dem Hintergrund des verstärkten Zuzugs von Geflüchteten in den Jahren 2015 und 2016 wurde im Freiwilligensurvey 2019 erstmals nach dem Engagement für Geflüchtete in den vorangegangenen fünf Jahren gefragt. Insgesamt haben sich 12,4 Prozent der Menschen ab 14 Jahren in Deutschland in dieser Zeit für Geflüchtete und Asylsuchende engagiert.

### Bedeutung des Internets für das Engagement
Im Jahr 2019 nutzen 57,0 % aller Engagierten das Internet für ihre zeitaufwendigste freiwillige Tätigkeit. Im Jahr 2004 waren es nur 39,2 %. In der Befragung im Jahr 2019 wurde eine neue Frage zu den Formen der Internetnutzung aufgenommen, diese beinhaltet die Beteiligung an sozialen Netzwerken, Blogs, Foren oder Wikis; das Erstellen von Newslettern oder Onlineberichten; die Betreuung der Homepage eines Vereins oder einer Organisation; die Werbung von Geld- oder Sachspenden oder Engagierten (Fund- oder Friendraising); sowie das Angebot der Lehre, Beratung oder Expertise. 53,9 Prozent, und somit etwas mehr als die Hälfte der Engagierten, die das Internet für ihre freiwillige Tätigkeit nutzen, gibt an, eine oder mehrere der fünf Formen zu verwenden.

## Bewertung
Die regelmäßige Durchführung des Freiwilligensurveys kann als ein wichtiger Baustein zur Gestaltung der deutschen Engagementpolitik beitragen. Über die deskriptiven Querschnittsbefunde können mit der Trendanalyse der Datenlage auch Aussagen über Wandlungsprozesse der deutschen Zivilgesellschaft formuliert werden. Zudem werden mit dem Freiwilligensurvey die Leistung freiwillig engagierter Personen öffentlich anerkannt und relevante Fördermöglichkeiten identifiziert.
In der Vergangenheit wurde teilweise kritisch bemerkt, dass die Definition freiwilligen Engagements stellenweise unscharf sei, da nicht eindeutig genug zwischen Engagement unterschieden würde, das unentgeltlich geleistet wird oder aber mit gewissen Zahlungen verbunden ist. Im Freiwilligensurvey 2014 zeigt sich allerdings, dass Geldzahlungen im freiwilligen Engagement eine untergeordnete Rolle spielen. Nur 9,6 % der Engagierten erhalten Geldzahlungen. Darüber hinaus ist auch der Anteil der Engagierten, die berichten, dass für sie Sachzuwendungen bereitgestellt werden, nicht hoch (15,0 %). Allerdings erhalten Personen, die noch zur Schule gehen, überdurchschnittlich häufig Sachzuwendungen. Im Zeitvergleich ist zudem keine Zunahme von Geldzahlungen im Engagement festzustellen, sodass sich kein Trend zur Monetarisierung belegen lässt.